# Nigéria nos Jogos Olímpicos de Verão de 2000
Nigéria participou dos Jogos Olímpicos de Verão de 2000 em Sydney, Austrália.